# Phenyl acetat
Phenyl axetat là este của phenol và axit acetic. Một cách mà nó có thể được sản xuất bởi tách carboxyl aspirin. Một cách khác mà nó có thể được sản xuất là từ phản ứng của phenol với axetic anhydride.
Phenyl axetat có thể được tách thành phenol và muối acetate, qua xà phòng hóa: làm nóng acetate phenyl với một base mạnh, chẳng hạn như sodium hydroxide, sẽ sản xuất phenol và sodium acetate. Hai hóa chất sau đó có thể được tách ra bởi nhiệt và gạn hoặc nhiệt và lọc.